# Eremyia transcaspica
Eremyia transcaspica är en tvåvingeart som först beskrevs av Paramonov 1924.  Eremyia transcaspica ingår i släktet Eremyia och familjen svävflugor. Inga underarter finns listade i Catalogue of Life.